# Drahtzieher (Beruf)

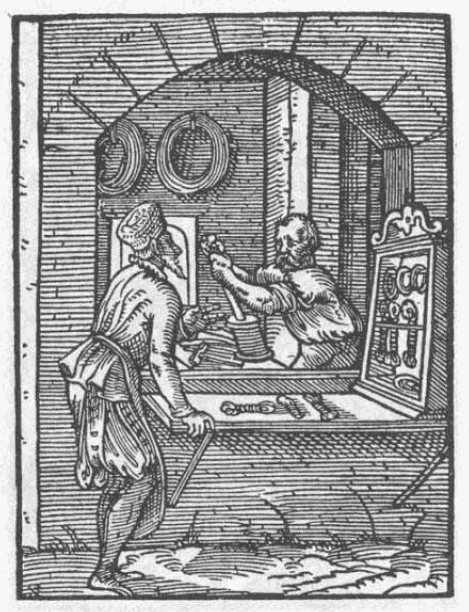
Werkstatt des Drahtziehers im Mittelalter

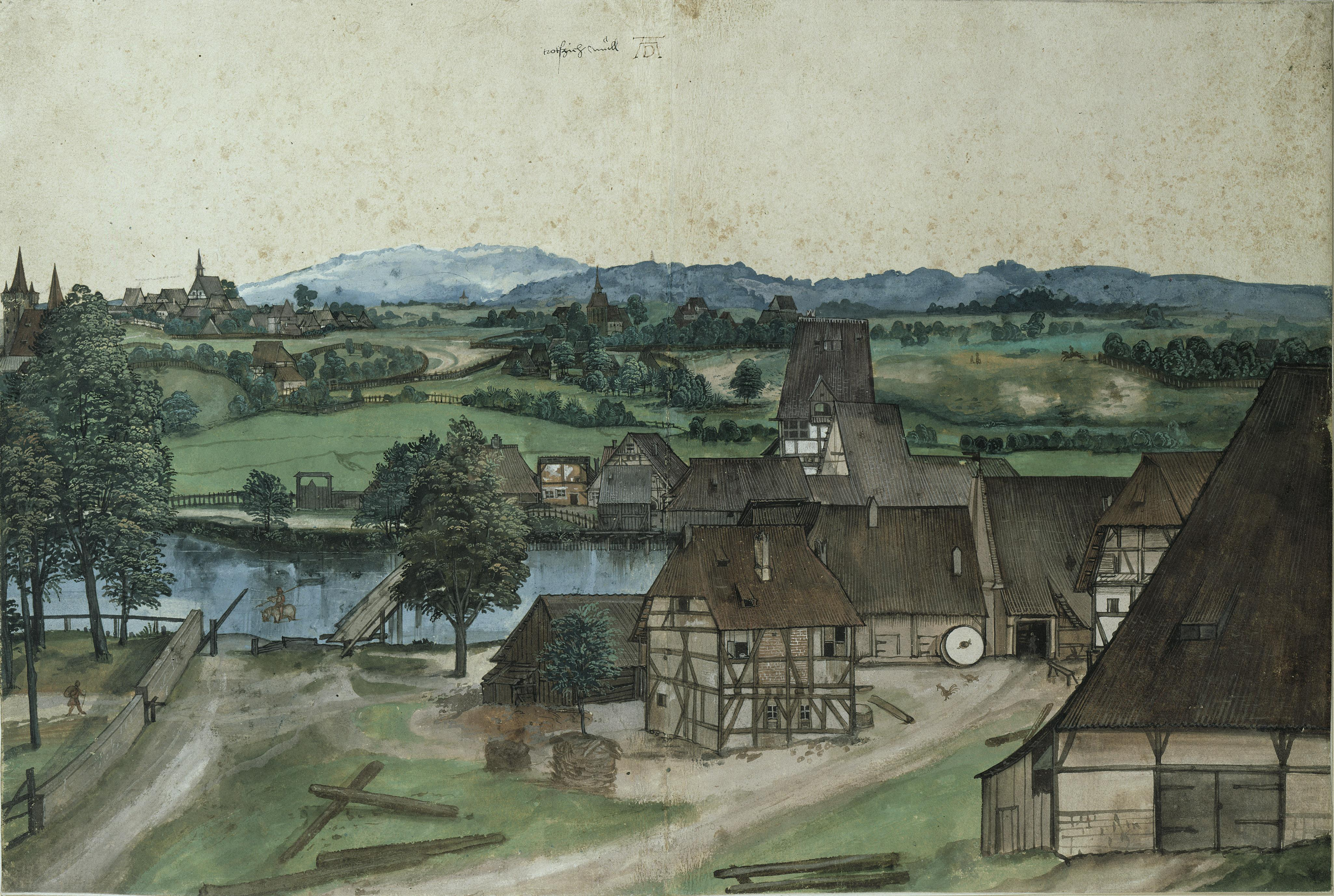
Albrecht Dürer: Drahtmühle (1494)

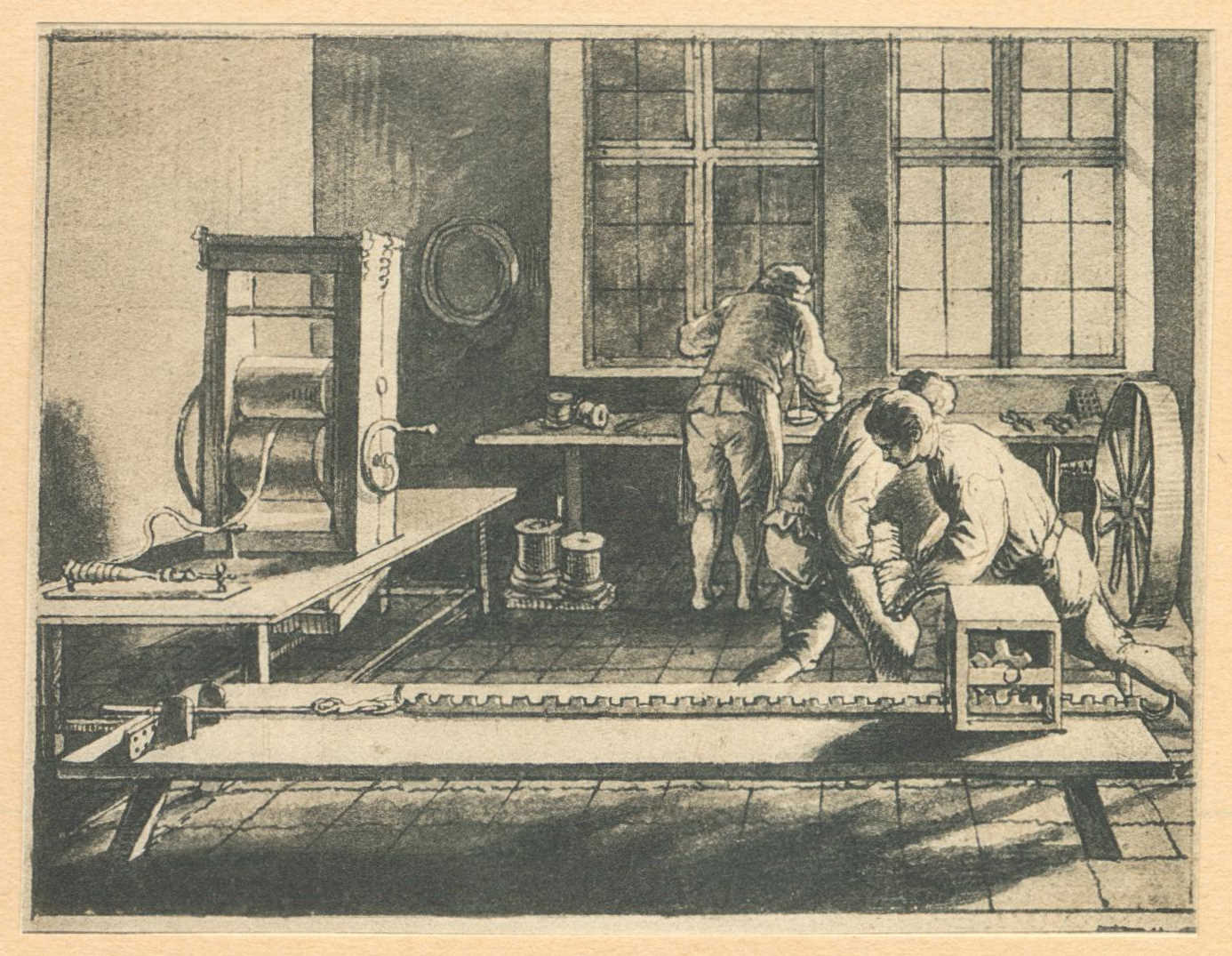
Drahtzieherei im 18. Jahrhundert

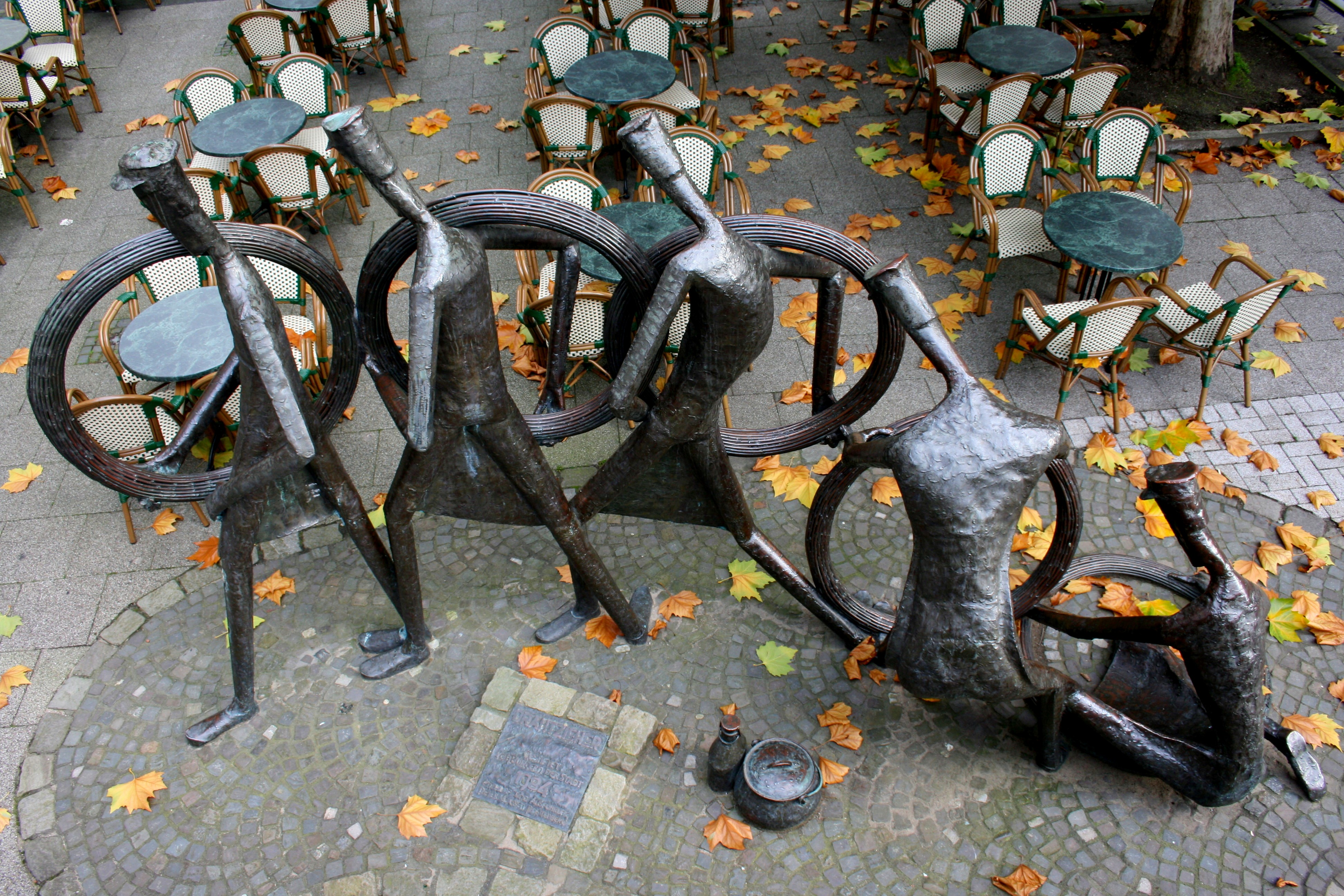
Drahtzieher in der Kunst

Drahtzieher stellen aus Metallen wie Eisen und Kupfer Drähte und Kabel her. Sie bereiten hierzu das Ausgangsmaterial vor (Metallstäbe und andere Walzerzeugnisse), stellen die Ziehmaschinen ein, ziehen Drähte, schweißen und veredeln sie und kontrollieren die Fertigungsqualität.
Als Ausbildungsberuf wird er in Deutschland seit dem Ausbildungsjahr 2013 durch die Fachkraft für Metalltechnik ersetzt.

## Geschichte
Das Verfahren der Drahtherstellung hat sich über Jahrhunderte kaum verändert: Auf kaltem Weg werden Stangen rund vorgeschmiedet und (heute in Form von warmgewalztem Draht) durch eine sich verjüngende Öse (das Hol) eines Zieheisens gezogen. Da es fast nie möglich ist, das gewünschte Endmaß in einem einzigen Arbeitsgang zu erzielen, sind mehrere Ziehgänge nacheinander erforderlich.
Die ersten Zieheisen tauchten im ersten nachchristlichen Jahrhundert auf. In seiner Geschichte der Eisendrahtindustrie meint O. H. Döhner 1925, Draht sei zunächst für die Ringelpanzer verwendet worden, die schon die Römer (lt. M. Terentius Varro † 26 v. Chr.) bei den Galliern gesehen hatten. In Frankreich sind Zieheisen gefunden worden, die aus gallisch-römischer Zeit stammen dürften. 
Zur Herstellung der Panzer brauchte man eine große Zahl möglichst gleichmäßiger Eisenringe - Draht, der durch Biegen, Flach- und Nietlochschlagen leicht zum Panzergeflecht zu verarbeiten war. Die vielen Kriege zwischen Franken und Sachsen seit dem 6. Jahrhundert dürften dafür gesorgt haben, dass die Kunst des Drahtziehens um diese Zeit auch in Deutschland – zunächst im Raum Nürnberg, später in Westfalen –  ausgeübt wurde. Hauptort für die Herstellung der Ringelpanzer war bis zu deren Verschwinden aus der Kriegsrüstung die Stadt Iserlohn. Für feinere Drähte ist später das benachbarte Altena, in der heute das Deutsche Drahtmuseum beheimatet ist, die „Drahthauptstadt der Welt“. Von der Burg Altena aus wurde der Handel mit dem begehrten Osemund geschützt.
Eine besondere Kunst beim Drahtziehen bestand darin, das Ziehhol so zu gestalten, dass möglichst wenig Reibung entstand, der Kraftaufwand also geringer war. Diese Kunst bewahrten die Zöger oder Drahtzieher in Altena als Geheimnis, das nicht in andere Orte weitergetragen werden durfte.
Die zahlreichen kleinen Wasserläufe mit ihrem starken Gefälle ließen sich gut für den Antrieb der Wasserräder nutzen, und die ausgedehnten Bergwälder lieferten genug Holz zum Glühen des Eisendrahtes während der Herstellung.
Im Unterschied zu den Wassermühlen zum Mahlen von Getreide, die im westlichen Deutschland seit den Zeiten der Römerherrschaft bekannt waren, wurden die Wassertriebwerke zur Drahtherstellung Rollen oder Drahtmühlen genannt. In der Mitte des 18. Jahrhunderts zählte man in Altena 66 Rollen. 
Die meisten Altenaer Drahtrollen dürften spätestens im Laufe des 13. und 14. Jahrhunderts entstanden sein, denn die mit Ausgang des 14. Jahrhunderts eingeführten Registerbücher weisen keine landesherrlichen Genehmigungen zur Nutzung der Wasserläufe nach dieser Zeit auf. 
An der in jedem Rad steckenden Welle waren zwei Ziehbänke („Klötze“) angebracht, an denen je zwei Leute arbeiteten, nämlich der eigentliche Drahtzieher oder Zöger und ein Gehilfe. Die schwerste Arbeit, das Ziehen, übernahm das Wasserrad, dessen kräftige Drehbewegung durch ein kompliziertes Nocken- und Hebelwerk in Press- und Zugbewegungen umgesetzt wurde: Die Zange schloss sich selbsttätig, fasste den Schmiededraht und zog ihn durch das Zieheisen, worauf er in der nun dünneren Form auf eine Trommel gezogen wurde. So arbeitete die Bankzögersbank ruckweise und zog jeweils nur wenige Zentimeter. Der gezogene Draht war über und über mit Zangenbissen bedeckt. Sie mögen bei den gröberen Sorten, die auf der Bank fertig gezogen wurden, wohl recht unschön gewirkt haben, verschwanden aber, falls der Draht später auf den Winnerscheiben feiner gezogen wurde. Eine Einrichtung, die den Grobzugdraht dünner zog, wurde Kleinzögerbank genannt. Bis Mitte des 19. Jahrhunderts änderte sich an diesen Werkbänken technisch wenig.
Aufgrund der unkomplizierten Handhabung wird die Kleinzögerbank, schlicht Ziehbank genannt, heute vor allem von Silber- und Goldschmieden genutzt.

## Ausbildung und Entwicklung
Zum 1. August 2013 traten die Ausbildungsvorschriften für den neuen Ausbildungsberuf Fachkraft für Metalltechnik der Fachrichtung Umform- und Drahttechnik in Kraft, der den Drahtzieher ersetzt. Denn die Ausbildungsvorschriften für den Beruf aus dem Jahr 1955 waren veraltet. Es fehlten eine Ausbildungsordnung mit detaillierten Inhalten sowie modernen Prüfungsanforderungen. Das Bundesinstitut für Berufsbildung hatte daher im Jahr 2009 diesen und weitere Berufe vor dem Inkrafttreten des Berufsbildungsgesetzes untersucht und kam zu dem Schluss, dass diese Ausbildungsberufe in einen neuen Ausbildungsberuf mit Schwerpunkten oder Fachrichtungen einfließen könnte. Der Beruf könnte einen breit angelegten Qualifizierungssockel umfassen und im zweiten Jahr eine Differenzierung in einzelne Bereiche vornehmen. Innerhalb dieses Berufes könnten die Qualifikationen eines Drahtwarenmachers gemeinsam mit denen der Federmacher in einem Schwerpunkt „Draht- und Federntechnik“ gebündelt werden.

## Sprichwort
Der sprichwörtliche „Drahtzieher im Hintergrund“ bezieht sich nicht auf den Beruf des Drahtziehers, sondern auf den des Marionettenspielers, der umgangssprachlich als Drahtzieher, Drähtezieher oder Fädenzieher bezeichnet wurde.